# Ii Naomasa
Ii Naomasa (井伊直政?   4 de marzo de 1561-24 de marzo de 1602) fue un samurái del período Sengoku del daimyō (y posteriormente shōgun) Tokugawa Ieyasu. Su familia originalmente habían sido vasallos del clan Imagawa, pero después de la muerte del líder, Imagawa Yoshimoto, durante la Batalla de Okehazama, Naomasa tuvo la suerte de escapar en medio de la confusión siendo aún muy pequeño. Naomasa se unió al clan Tokugawa a mediados de los 1570, donde fue subiendo posiciones hasta convertirse en daimyō de la Provincia de Ōmi después de la Batalla de Sekigahara de 1600.

## Naomasa el general
Igual que Honda Tadakatsu, Naomasa era considerado como uno de los «Cuatro Guardianes» de los Tokugawa. Se hizo notar durante la Batalla de Komaki y Nagakute (1584), pero su participación más sobresaliente fue en la de Sekigahara, donde su unidad fue la primera en entrar en el combate. Naomasa fue herido por una bala en este conflicto, herida de la cual nunca se recuperaría completamente.
Las unidades de Naomasa se caracterizaban en el campo de batalla por utilizar armaduras completamente rojas, una táctica que adoptaría de Yamagata Masakage, uno de los generales de Takeda Shingen, por lo que su unidad era conocida como la de los «Demonios Rojos».

## Muerte
La muerte prematura de Naomasa en 1602 ha sido adjudicada constantemente a la herida que recibió en Sekigahara. Sus hijos Naotsugu y Naotaka le sucedieron en el liderazgo y servicio al clan Tokugawa.
| Predecesora: Ii Naotora | Cabeza del Clan Ii          | Sucesores: Ii Naotsugu Ii Naotaka |
| Predecesor: nadie       | Señor de Takasaki 1590-1600 | Sucesor: Sakai Ietsugu            |
| Predecesor: nadie       | Señor de Hikone 1600-1602   | Sucesor: Ii Naokatsu              |